# گلپازاری
گلپازاری(ترکی استانبولی: Gölpazarı) یک ناحیه در ترکیه است که در استان بیله‌جک واقع شده‌است.